# Hrvatska nogometna liga
La Hrvatska nogometna liga (in lingua italiana: "Lega calcistica croata", abbreviata in HNL), ufficialmente chiamata SuperSport Hrvatska nogometna liga per motivi di sponsorizzazione, è la massima divisione del campionato croato di calcio. 
Fino al 2022 è stata chiamata Prva hrvatska nogometna liga, abbreviata in 1. HNL. 
La creazione ufficiale del campionato risale al 1992, ed è organizzata dalla Federcalcio croata.
Con 25 trionfi, la Dinamo Zagabria è la compagine più titolata.

## Formato
Alla HNL partecipano 10 squadre della Repubblica di Croazia. Durante la stagione sportiva, vengono disputate 36 giornate in un sistema a doppia andata e ritorno, ovvero ogni avversario si incontra quattro volte. Alla fine della stagione, l'ultima classificata viene retrocessa in Prva nogometna liga, mentre il campione di quella divisione entra direttamente nella HNL. Il campione della HNL è testa di serie nel 2º turno preliminare della UEFA Champions League, il secondo e il terzo classificato entrano nel 2º turno preliminare di qualificazione per la UEFA Conference League, torneo in cui il vincitore della Coppa di Croazia entra al 3º turno preliminare

## Storia
Il campionato venne formato nel 1991, in seguito alla dissoluzione della Prva liga jugoslava, ad opera della Federcalcio croata. Dalla sua nascita, il torneo è andato incontro a molti cambiamenti nella formula e nel numero di partecipanti. Nelle prime tre stagioni vi era la regola dei due punti a vittoria, mentre dal 1994-95 si è passati a tre. Ogni stagione inizia in luglio e termina in maggio, con una pausa fra dicembre e febbraio, con la partecipazione di 10 squadre.
La prima stagione iniziò a febbraio e si concluse nel giugno 1992. 12 squadre componevano quel torneo ed alla sua conclusione non vi furono retrocessioni e si decise l'ampliamento a 16 per la stagione successiva. Questa fu seguita da un'ulteriore espansione a 18 nella stagione 1993-1994, il massimo numero finora raggiunto nella storia del torneo. Nella stagione successiva vi fu una riduzione a 16. La stagione 1995-1996 fu la prima con la lega separata in "A" e "B", con un complicato sistema in due fasi durante il torneo. 12 club componevano la lega A, mentre la lega B (praticamente la seconda divisione) ne aveva 10. In marzo, le 22 squadre vennero divise in 3 gruppi: il gruppo per il titolo (le prime 5 della A e la prima della B), il gruppo per evitare la retrocessione (le altre 7 della A e la seconda della B) e quello per la promozione (quelle rimanenti della B). Le prime due classificate di quest'ultimo gruppo vennero promosse nella lega A della stagione successiva, composta da 16 squadre (come la lega B). Nella stagione 1997-1998 il torneo contava 12 squadre in un nuovo format: in marzo, esse vennero divise in due gironi da 6, quello per il titolo e quello per evitare la retrocessione (l'ultima retrocessa direttamente, la penultima allo spareggio con la seconda della divisione inferiore), portandosi in dote il 50% dei punti raccolti nella prima fase. Questo format venne tenuto per due stagioni, mentre nella stagione 1999-2000, mantenendo il numero a 12 partecipanti, si passò al girone andata-ritorno-andata, per un totale di 33 giornate. Nella stagione successiva si tornò alla formula con i gruppi primaverili di promozione e retrocessione, ma senza la decurtazione dei punti. Questo sistema venne usato fino alla stagione 2005-2006, con la singola espansione a 16 squadre nella stagione 2001-2002. Nella stagione 2006-2007 si passò a quello delle 33 giornate complessive (come nella stagione 1999-2000). Nella stagione 2009-2010 vi fu di nuovo una espansione a 16 squadre per 3 stagioni, una riduzione a 12 nella stagione 2012-2013 (da 33 giornate), mentre dalla stagione 2013-2014 il numero delle partecipanti è rimasto costante a 10, con una doppia andata e doppio ritorno, per un totale di 36 partite.
Il campionato 2019-2020 è stato sospeso dall'8 marzo al 5 giugno 2020 (così come per la maggior parte di tutte le competizioni mondiali sportive e non) a seguito della pandemia di COVID-19. Le prime due giornate disputate dopo lo stop forzato (ovvero la 27ª è la 28ª) si sono giocate interamente a porte chiuse; dalla 29ª in poi è stato concesso un numero limitato di spettatori allo stadio per partita. Inoltre, per la prima volta si è giocato nel mese di luglio, arrivando addirittura al 25 del mese per vedere la Dinamo Zagabria festeggiare il suo 21º campionato.
Il 6 giugno 2022, la HNS ha comunicato il cambio dei nomi delle varie categorie in vista della prevista riorganizzazione del sistema calcistico in Croazia: la 1. HNL si sarebbe chiamata semplicemente HNL (e non "Elitna liga" come era stato proposto) e le sarebbero spettati 9,33 milioni di euro dai diritti televisivi.

## Diritti televisivi e sponsorizzazioni
Dal 2003, il torneo ha cambiato più volte il nome in base allo sponsor, nella sequenza qui sotto riportata:
- 2003-2007: Prva HNL Ožujsko (sponsorizzata dalla Zagrebačka pivovara e col logo della Ožujsko)
- 2007-2011: T-Com Prva HNL (sponsorizzata dalla T-Hrvatski Telekom, una società controllata di Deutsche Telekom)
- 2011-2017: MAXtv Prva liga (sponsorizzata dalla T-Hrvatski Telekom, una società controllata di Deutsche Telekom)
- 2017-2022: Hrvatski Telekom Prva liga / HT Prva liga (sponsorizzata dalla T-Hrvatski Telekom, una società controllata di Deutsche Telekom)
- 2022-oggi: SuperSport Hrvatska nogometna liga / SuperSport HNL (sponsorizzata dalla società di scommesse sportive SuperSport)[6]

Parte delle partite di ogni giornata è trasmessa da HRT 2.

Logo della Prva HNL usato dal 1992 al 2003
Logo della T-Com Prva HNL usato dal 2007 al 2011
Logo della Hrvatski Telekom Prva liga usato dal 2017 al 2022

## Partecipazioni per squadra
Sono 41 le squadre che hanno partecipato alle 35 stagioni della Prva hrvatska nogometna liga dal 1992 al 2025-2026, con in grassetto le squadre che partecipano al campionato attuale.
- 35 volte:  Dinamo Zagabria,  Hajduk Spalato,  Osijek,  Rijeka
- 29 volte:  Slaven Belupo
- 24 volte:  NK Zagabria
- 23 volte:  Cibalia
- 22 volte:  Sebenico
- 21 volte:  Varteks Varaždin
- 20 volte:  Inter Zaprešić
- 19 volte:  Istria 1961,  Zara
- 17 volte:  Lokomotiva Zagabria
- 10 volte:  Hrvatski Dragovoljac
- 8 volte:  HNK Gorica
- 7 volte:  Istria,  RNK Spalato
- 6 volte:  Kamen Ingrad,  Marsonia,  Varaždin
- 5 volte:  Međimurje,  Segesta
- 4 volte:  Suhopolje
- 3 volte:  Belišće,  Dubrovnik,  Karlovac,  Rudeš
- 2 volte:  Čakovec,  Croatia Sesvete,  Pazinka,  Pomorac,  Primorac Stobreč,  Radnik V. Gorica,  Vukovar
- 1 volta:  Dubrava,  Lučko,  Neretva Metković,  Orijent,  Samobor,  TŠK Topolovac

## Squadre partecipanti
Vengono riportate le squadre militanti al campionato nella stagione 2025-2026.
| Squadra             | Città         | Stadio                                                       | Stagione precedente   |
| ------------------- | ------------- | ------------------------------------------------------------ | --------------------- |
| Dinamo Zagabria     | Zagabria      | Stadio Maksimir                                              | 2º in HNL             |
| Hajduk Spalato      | Spalato       | Stadio di Poljud                                             | 3º in HNL             |
| HNK Gorica          | Velika Gorica | Stadio municipale                                            | 9º in HNL             |
| Istria 1961         | Pola          | Stadio Aldo Drosina                                          | 6º in HNL             |
| Lokomotiva Zagabria | Zagabria      | ŠRC Hitrec-Kacijan Stadio Kranjčevićeva                      | 8º in HNL             |
| Osijek              | Osijek        | Opus Arena                                                   | 7º in HNL             |
| Rijeka              | Fiume         | Stadio Rujevica                                              | 1º in HNL, campione   |
| Slaven Belupo       | Koprivnica    | Stadio municipale Ivan Kušek-Apaš                            | 5º in HNL             |
| Varaždin            | Varaždin      | Stadio Anđelko Herjavec                                      | 4º in HNL             |
| Vukovar             | Vukovar       | Gradski stadion di Borovo Naselje Stadio Cibalia di Vinkovci | 1º in 1. NL, promosso |

## Albo d'oro
Viene riportato l'albo d'oro del campionato dal 1992.
- 1992  Hajduk Spalato (1)
- 1992-1993  Dinamo Zagabria (1)
- 1993-1994  Hajduk Spalato (2)
- 1994-1995  Hajduk Spalato (3)
- 1995-1996  Dinamo Zagabria (2)
- 1996-1997  Dinamo Zagabria (3)
- 1997-1998  Dinamo Zagabria (4)
- 1998-1999  Dinamo Zagabria (5)
- 1999-2000  Dinamo Zagabria (6)
- 2000-2001  Hajduk Spalato (4)
- 2001-2002  NK Zagabria (1)
- 2002-2003  Dinamo Zagabria (7)
- 2003-2004  Hajduk Spalato (5)
- 2004-2005  Hajduk Spalato (6)
- 2005-2006  Dinamo Zagabria (8)
- 2006-2007  Dinamo Zagabria (9)
- 2007-2008  Dinamo Zagabria (10)
- 2008-2009  Dinamo Zagabria (11)
- 2009-2010  Dinamo Zagabria (12)
- 2010-2011  Dinamo Zagabria (13)
- 2011-2012  Dinamo Zagabria (14)
- 2012-2013  Dinamo Zagabria (15)
- 2013-2014  Dinamo Zagabria (16)
- 2014-2015  Dinamo Zagabria (17)
- 2015-2016  Dinamo Zagabria (18)
- 2016-2017  Rijeka (1)
- 2017-2018  Dinamo Zagabria (19)
- 2018-2019  Dinamo Zagabria (20)
- 2019-2020  Dinamo Zagabria (21)
- 2020-2021  Dinamo Zagabria (22)
- 2021-2022  Dinamo Zagabria (23)
- 2022-2023  Dinamo Zagabria (24)
- 2023-2024  Dinamo Zagabria (25)
- 2024-2025  Rijeka (2)

### Campionati vinti
| Squadra         | Titoli | Anni |
| --------------- | ------ | --- |
| Dinamo Zagabria | 25     | 1993, 1996, 1997, 1998, 1999, 2000, 2003, 2006, 2007, 2008, 2009, 2010, 2011, 2012, 2013, 2014, 2015, 2016, 2018, 2019, 2020, 2021, 2022, 2023, 2024 |
| Hajduk Spalato  | 6      | 1992, 1994, 1995, 2001, 2004, 2005 |
| Rijeka          | 2      | 2017, 2025 |
| NK Zagabria     | 1      | 2002 |

## Statistiche giocatori

### Presenze
| Pos.                  | Giocatore          | Presenze |
| --------------------- | ------------------ | -------- |
| 1°                    | Jakov Surać        | 478      |
| 2°                    | Miljenko Mumlek    | 399      |
| 3°                    | Damir Vuica        | 372      |
| 4°                    | Krunoslav Rendulić | 368      |
| 5°                    | Davor Vugrinec     | 340      |
| 6°                    | Mladen Bartolović  | 338      |
| 7°                    | Josip Bulat        | 318      |
| 8°                    | Damir Krznar       | 315      |
| 9°                    | Nino Bule          | 310      |
| 10°                   | Ivan Krstanović    | 310      |
| aggiornato 16.04.2022 |                    |          |

### Reti
| Pos.                  | Giocatore       | Reti |
| --------------------- | --------------- | ---- |
| 1°                    | Davor Vugrinec  | 146  |
| 2°                    | Igor Cvitanović | 126  |
| 3°                    | Ivan Krstanović | 114  |
| 4°                    | Joško Popović   | 111  |
| 5°                    | Miljenko Mumlek | 106  |
| 6°                    | Tomislav Erceg  | 98   |
| 7°                    | Nino Bule       | 89   |
| 8°                    | Robert Špehar   | 88   |
| 9°                    | Renato Jurčec   | 85   |
| 10°                   | Mijo Caktaš     | 85   |
| aggiornato 16.04.2022 |                 |      |

## Pallone ufficiale
- 2022–2026: Uhlsport Revolution[11]